# The-Dark-Knight-Trilogie
Die The-Dark-Knight-Trilogie bezeichnet drei von Christopher Nolan gedrehte, geschriebene und produzierte Comicverfilmungen mit Christian Bale in der Hauptrolle. Die drei Filme Batman Begins, The Dark Knight und The Dark Knight Rises wurden zwischen 2005 und 2012 veröffentlicht und stellen eine Interpretation der Comicfigur Batman dar.

## Filme
| Jahr | Film                  | Regie             | Drehbuch                          | Laufzeit | FSK Altersfreigabe |
| ---- | --------------------- | ----------------- | --------------------------------- | -------- | ------------------ |
| 2005 | Batman Begins         | Christopher Nolan | Christopher Nolan, David S. Goyer | 140 min. | ab 12              |
| 2008 | The Dark Knight       | Christopher Nolan | Christopher Nolan, Jonathan Nolan | 152 min. | ab 16              |
| 2012 | The Dark Knight Rises | Christopher Nolan | Christopher Nolan, Jonathan Nolan | 164 min. | ab 12              |

## Handlung

### Batman Begins (2005)
Nach der Ermordung seiner Eltern und aufgrund der korrupten Justiz entschließt sich Bruce Wayne, die Stadt zu verlassen, um das Verbrechen auf der Welt zu studieren. Später wird er von der Gesellschaft der Schatten ausgebildet, kehrt nach Gotham City zurück und erschafft die Symbolfigur des Batman.

### The Dark Knight (2008)
Durch Batmans Wirken wurde die Kriminalität Gothams in den Schatten gedrängt. Während der neue Staatsanwalt Harvey Dent den Druck auf die Kriminalität zusätzlich erhöht schließen sich die Gangster in ihrer Defensive dem Joker an. Dieser Schurke weckt die anarchistischen Züge der Stadt.

### The Dark Knight Rises (2012)
Durch das erlassene Dent-Gesetz, basierend auf Falschaussagen, wurde die Kriminalität in Gotham nahezu ausgelöscht, indem nun schnell abgeurteilt werden konnte. Batman ist seit acht Jahren nicht mehr gesichtet worden. In dieser relativ friedlichen Situation wird die Stadt von einem Ableger der Gesellschaft der Schatten heimgesucht.

## Hauptfiguren und wiederkehrende Charaktere
| Figur                          | Film                 | Film                   | Film                         |
| Figur                          | Batman Begins (2005) | The Dark Knight (2008) | The Dark Knight Rises (2012) |
| ------------------------------ | -------------------- | ---------------------- | ---------------------------- |
| Bruce Wayne / Batman           | Christian Bale       | Christian Bale         | Christian Bale               |
| Alfred Pennyworth              | Michael Caine        | Michael Caine          | Michael Caine                |
| Lucius Fox                     | Morgan Freeman       | Morgan Freeman         | Morgan Freeman               |
| James Gordon                   | Gary Oldman          | Gary Oldman            | Gary Oldman                  |
| Rachel Dawes                   | Katie Holmes         | Maggie Gyllenhaal      |                              |
| Douglas Fredericks⁠             | John Nolan           |                        | John Nolan                   |
| John Blake                     |                      |                        | Joseph Gordon-Levitt         |
| Schurken                       |                      |                        |                              |
| Dr. Jonathan Crane / Scarecrow | Cillian Murphy       | Cillian Murphy         | Cillian Murphy               |
| Henri Ducard / Ra’s al Ghul    | Liam Neeson          |                        | Liam Neeson                  |
| Joker                          |                      | Heath Ledger           |                              |
| Harvey Dent / Two-Face         |                      | Aaron Eckhart          |                              |
| Selina Kyle / Catwoman         |                      |                        | Anne Hathaway                |
| Bane                           |                      |                        | Tom Hardy                    |
| Miranda Tate / Talia al Ghul   |                      |                        | Marion Cotillard             |

## Rezeption

### Auszeichnungen
Die The-Dark-Knight-Trilogie wurde mit zahlreichen Auszeichnungen prämiert. Die renommierten Preise beziehen sich überwiegend auf The Dark Knight. Von den insgesamt neun Oscarnominierungen der Trilogie entfielen beispielsweise acht auf The Dark Knight wovon dieser zwei gewinnen konnte. (bester Nebendarsteller für Heath Ledger und das beste Sound Editing für Richard King) Die weitere Nominierung ging an die Kameraarbeit in Batman Begins von Wally Pfister. Ähnlich verteilte es sich bei den Golden Globe Awards oder den British Academy Film Award. Bei den mehr auf Blockbuster ausgerichteten Preisen wie etwa dem Saturn Award wurden alle drei Filme prämiert. Detailliertere Informationen sind den Einzelartikeln zu entnehmen:
- Siehe auch: Abschnitt „Auszeichnungen“ im Artikel Batman Begins
- Siehe auch: Abschnitt „Auszeichnungen“ im Artikel The Dark Knight
- Siehe auch: Abschnitt „Auszeichnungen“ im Artikel The Dark Knight Rises

### Einspielergebnisse
Stand: 22. Dezember 2023
| Film                  | Veröffentlichung in Deutschland | Einspielergebnisse in US-Dollar (Weltweit) | Budget in US-Dollar |
| --------------------- | ------------------------------- | ------------------------------------------ | ------------------- |
| Batman Begins         | 2005                            | 375 Mio.                                   | 150 Mio.            |
| The Dark Knight       | 2008                            | 1.007 Mio.                                 | 185 Mio.            |
| The Dark Knight Rises | 2012                            | 1.085 Mio.                                 | 250 Mio.            |
| Gesamt:               | Gesamt:                         | 2.467 Mio.                                 | 585 Mio.            |

### Kritiken
Stand: 12. November 2023
| Film                  | Rotten Tomatoes | Metacritic | IMDb |
| --------------------- | --------------- | ---------- | ---- |
| Batman Begins         | 85 %            | 70         | 8,2  |
| The Dark Knight       | 94 %            | 84         | 9,0  |
| The Dark Knight Rises | 87 %            | 78         | 8,4  |

Alle drei Filme sind in der IMDb Top 250 Liste vertreten.

## Hintergrund
- Die Figur des James Gordon ist am Anfang von Batman Begins ein Streifenpolizist, später im Film hat er den Dienstgrad eines Sergeant und wird zum Ende zum Lieutenant ernannt. Erst in The Dark Knight wird er zum Commissioner, wie man ihn üblicherweise aus den Comics kennt.
- Gotham City wird in Batman Begins und The Dark Knight durch Chicago dargestellt. Während man die Stadt in Batman Begins durch verschiedene Effekte verfremdet hat, ist Chicago in The Dark Knight sehr stark zu erkennen und der Film platziert sich deutlicher im urbanen Setting. Für The Dark Knight Rises stellte man Gotham City durch New York City dar, um den Zuschauern neue Perspektiven auf die Stadt zu geben.[15]
- Der Animationsfilm Batman: Gotham Knight aus dem Jahr 2008 ist nicht offiziell Teil der The-Dark-Knight-Trilogie, orientiert sich jedoch thematisch stark an den drei Filmen. Gotham City befindet sich in der gleichen Situation wie nach den Geschehnissen von Batman Begins. Weiterhin ist Jim Gordon Lieutenant, wie auch am Ende von Batman Begins. Zudem wurde in der deutschen Synchronfassung derselbe Sprecher für Batman verwendet.[16]
- Nach dem Tod von Heath Ledger hatte Christopher Nolan eine Fortsetzung zunächst hinten angestellt und sich um andere Projekte gekümmert. Nachdem er mit David S. Goyer eine passende Idee für einen abschließenden dritten Film erarbeitet hatte, nahm er die Produktion für The Dark Knight Rises auf.[17]

“That’s a privilege and a luxury that filmmakers aren’t afforded anymore. I think it was the last time that anyone was able to say to a studio, ‘I might do another one, but it will be four years’. There’s too much pressure on release schedules to let people do that now but creatively it’s a huge advantage. We had the privilege and advantage to develop as people and as storytellers and then bring the family back together.”

„Das ist ein Privileg und ein Luxus, den sich Filmemacher heute nicht mehr leisten können. Ich glaube, dass es das letzte Mal war, dass jemand zu einem Studio sagen konnte: ‚Ich mache vielleicht noch einen Film, aber es wird vier Jahre dauern.‘ Der Druck hinsichtlich der Veröffentlichungsfristen ist heute zu groß, um das noch zu tun. In kreativer Hinsicht ist dies jedoch ein großer Vorteil. Wir hatten das Privileg und die Gelegenheit, uns als Menschen und Geschichtenerzähler zu entwickeln, um dann schließlich die Familie wieder zusammenzubringen.“